# استفانو مورونه
استفانو مورونه (انگلیسی: Stefano Morrone؛ زادهٔ ۲۶ اکتبر ۱۹۷۸) بازیکن فوتبال اهل ایتالیا است.
از باشگاه‌هایی که در آن بازی کرده‌است می‌توان به باشگاه فوتبال کوزنتسا کالچو، باشگاه ورزشی لاتزیو، باشگاه فوتبال پارما، باشگاه فوتبال کیه‌وو ورونا، باشگاه فوتبال پیاچنزا، باشگاه فوتبال ونتزیا، باشگاه فوتبال لاتینا، باشگاه فوتبال پیزا، باشگاه فوتبال امپولی، باشگاه فوتبال لیورنو، و باشگاه فوتبال پالرمو اشاره کرد.
وی همچنین در تیم ملی فوتبال زیر ۲۱ سال ایتالیا بازی کرده‌است.